# Norrgrunden, Kyrkslätt
Norrgrunden är en ö i Finland. Den ligger i Finska viken och i kommunen Kyrkslätt i den ekonomiska regionen  Helsingfors i landskapet Nyland, i den södra delen av landet. Ön ligger omkring 33 kilometer sydväst om Helsingfors.
Öns area är 0,4 hektar och dess största längd är 90 meter i sydväst-nordöstlig riktning.